# سنگ‌نگاره‌های آرپا-اوزن
سنگ‌نگاره‌های آرپا-اوزن در رشته‌کوه قره‌تاو در جنوب قزاقستان یافت می‌شوند.

## اطلاعات سایت
سنگ‌نگاره‌های آرپا-اوزن، که در راه‌های مهاجرت باستانی قرار دارند، بیش از ۳۵۰۰ نمونه از هنر سنگ‌نگاری است و وفورترین مجموعه در جنوب قزاقستان است. این تصاویر صحنه‌هایی از زندگی از دوران پایانی عصر برنز تا ابتدای عصر آهن را نشان می‌دهند.

## میراث جهانی
این سایت در تاریخ ۲۴ سپتامبر ۱۹۹۸ به فهرست آزمایشی میراث جهانی یونسکو در رده‌بندی فرهنگی افزوده شد. (فهرست میراث جهانی در قزاقستان را ببینید.)